# はりお (掃海艇)
はりお（ローマ字：JDS Hario, MSC-618、AGS-5115）は、海上自衛隊の掃海艇。かさど型掃海艇の15番艇。艇名は針尾島に由来する。艦艇名としては、日本海軍の給油艦「針尾」と発音は同じだが、「針尾」の艦名は針尾瀬戸が由来である。

## 艦歴
「はりお」は、昭和36年度計画掃海艇318号艇として、日立造船神奈川工場で1962年3月19日に起工され、1962年12月10日に進水、1963年3月23日に就役し、第1掃海隊群に編入された。同年3月27日、第1掃海隊群隷下に新編された第37掃海隊に「からと」とともに編入。
1978年3月1日、海洋観測艇に種別変更され、艇名が海洋観測艇5号（AGS-5115）に改称。横須賀地方隊に編入。
1986年3月27日、除籍。